# Île Walpole
Pour les articles homonymes, voir Walpole.
Ne doit pas être confondu avec Île Walpole (Nouvelle-Calédonie).
L'île Walpole (en anglais : Walpole Island) est une île du sud-ouest de l'Ontario, au Canada, située sur la rive nord-est du lac Sainte-Claire à l'embouchure de la rivière Sainte-Claire, où elle forme un delta. Elle est en outre située en bordure de l'État américain du Michigan. Sa population en 2006 est évaluée à 1 878 habitants. L'île est habitée et constitue le siège de la Première Nation de l'Île Walpole. 
La population locale appelle l'île et la région Bkejwanong signifiant « là où les eaux se divisent ».

## Transport
L'île Walpole est reliée au Canada continental par le pont du chemin Tecumseh (Route 32). Le traversier Walpole-Algonac permet d'accéder à la ville américaine d'Algonac au Michigan. Ce service de traversier existe depuis plus de 100 ans.

## Galerie

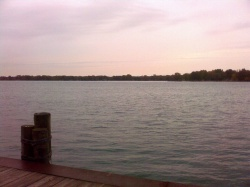
Vue de l'île Walpole depuis de l'autre côté de la rivière Sainte-Claire.
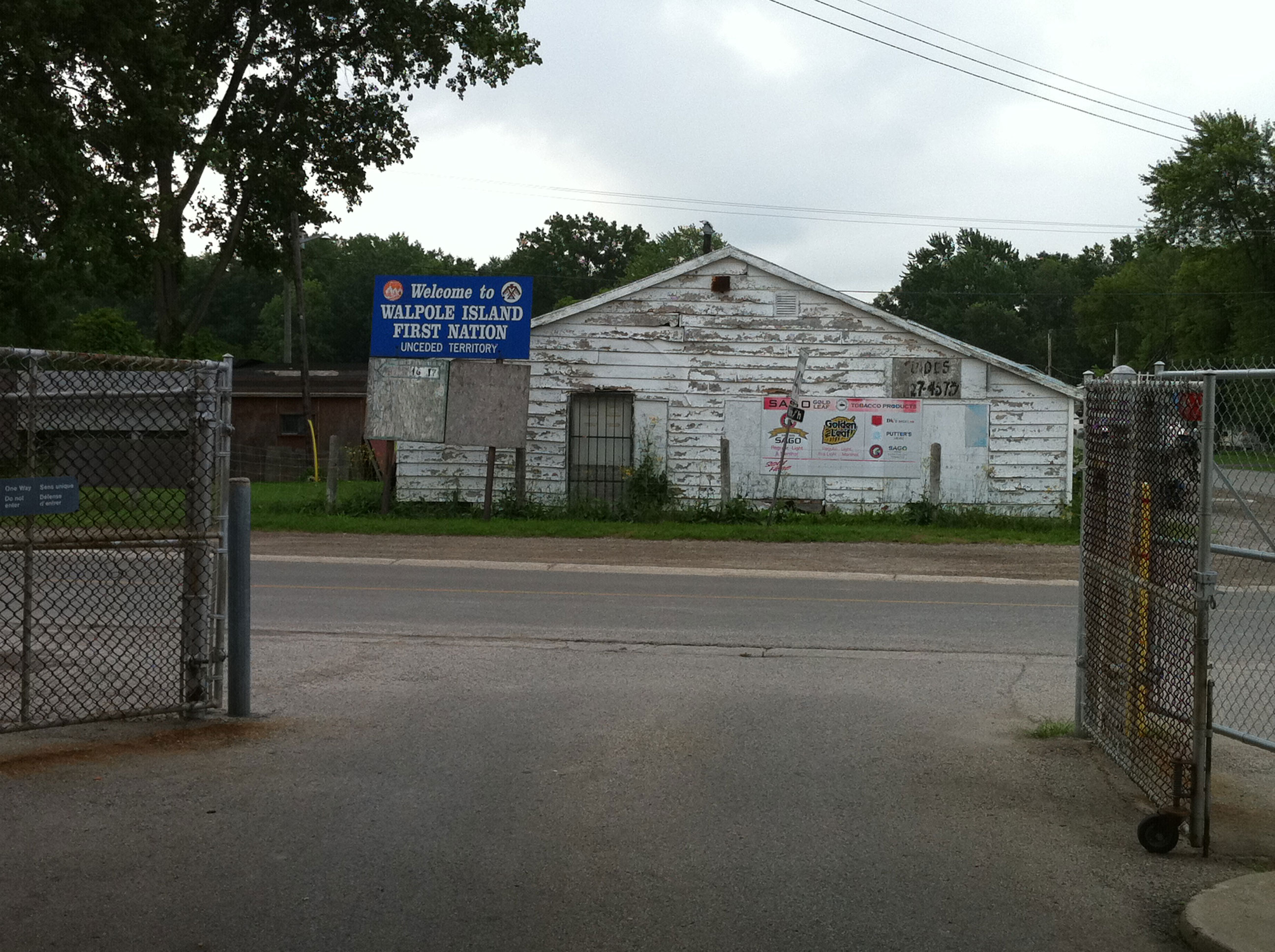
Entrée de l'île depuis le traversier à Algonac.